# Roberta Martinelli
Roberta Martinelli Iorio (São Paulo, 31 de dezembro de 1981) é uma apresentadora e radialista brasileira.
Atualmente, apresenta o programa Cultura Livre na TV Cultura, o programa Som a Pino na Radio Eldorado e o podcast Nós no Spotify, com Sarah Oliveira.

## Biografia e carreira
Formada em Teatro pela Célia Helena Centro de Artes e Educação e em Rádio e TV pela Fundação Armando Alvares Penteado.
Foi estagiária na Rádio Cultura AM e em setembro de 2009, estreou o programa Cultura Livre na Rádio Cultura Brasil. Em julho de 2011, o programa ganhou uma versão televisiva sendo exibida pela TV Cultura.
Em 2012, estrelou o videoclipe da música “Gasolina” de Pedro Granato, na época seu namorado.
Em 2013, passou a apresentar o programa Prelúdio ao lado do maestro Júlio Medaglia, também exibido pela TV Cultura.
Em julho de 2016, estreou o programa Som a Pino na rádio Eldorado FM. No mesmo ano virou colunista do Caderno 2, do jornal O Estado de S.Paulo. A coluna durou até novembro de 2019.
Em 2017, foi indicada nas categorias jornalista musical e radialista no Women's Music Event Awards by VEVO, ganhando na categoria jornalista musical.
A partir de 2018, começou a apresentar um podcast da plataforma de streaming Deezer, chamado Essenciais. No final de 2019, Essenciais foi indicado na categoria podcast do Troféu APCA.

## Filmografia
Televisão
| Ano             | Título        | Função        | Emissora   |
| --------------- | ------------- | ------------- | ---------- |
| 2011 - presente | Cultura Livre | Apresentadora | TV Cultura |
| 2013 - presente | Prelúdio      | Apresentadora | TV Cultura |
| 2014            | Teleton       | Apresentadora | SBT        |

## Rádio
| Ano             | Título        | Emissora             |
| --------------- | ------------- | -------------------- |
| 2009 - 2014     | Cultura Livre | Rádio Cultura Brasil |
| 2016 - presente | Som a Pino    | Eldorado FM          |

## Vida pessoal
Em fevereiro de 2019, foi mãe de Rosa, sua filha com o ator e diretor de teatro Pedro Granato.